# كين وردن
كين وردن (بالإنجليزية: Ken Worden)‏ هو مدرب كرة قدم ولاعب كرة قدم أسترالي، ولد في 1943. لعب مع اوليمبيا واريوس وبريستون نورث إيند وتيلفورد زيبراس ونادي بيرنلي ونيو تاون إيغيلز وويستون ووركيرز.